# Завади (гміна Репкі)
Завади (пол. Zawady) — село в Польщі, у гміні Репки Соколовського повіту Мазовецького воєводства.
Населення — 194 особи (2011).
У 1975-1998 роках село належало до Седлецького воєводства.

## Демографія
Демографічна структура станом на 31 березня 2011 року:
|          | Загалом | Допрацездатний вік | Працездатний вік | Постпрацездатний вік |
| -------- | ------- | ------------------ | ---------------- | -------------------- |
| Чоловіки | 95      | 20                 | 57               | 18                   |
| Жінки    | 99      | 24                 | 58               | 17                   |
| Разом    | 194     | 44                 | 115              | 35                   |